# Opération Babylift

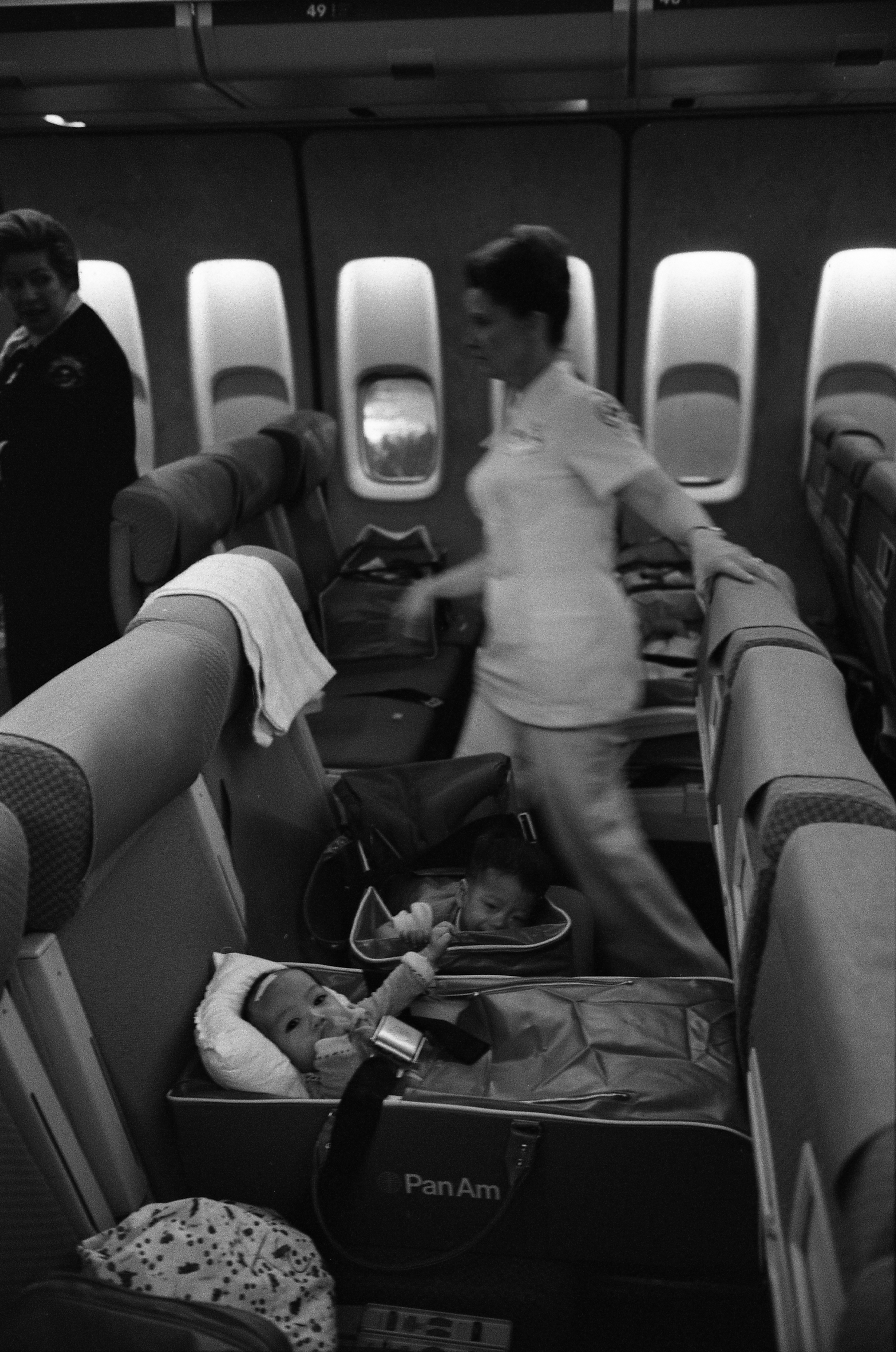
Infirmières et enfants réfugiés vietnamiens à bord d'un vol de l'opération Babylift à son arrivée à l'aéroport international de San Francisco.

L'opération Babylift est une mission d'évacuation d'enfants à partir de Saïgon, au Sud-Viêt Nam, vers les États-Unis, la France, le Canada et l'Australie, à la fin de la guerre du Viêt Nam. Les opérations se déroulent entre les 3 et 26 avril 1975. Au total plus de 3 000 enfants ont été évacués, puis adoptés à travers le monde.

## Contexte
Cette opération doit tout d’abord être comprise dans son contexte ; c’est-à-dire la guerre du Viêt Nam également appelée la 2e guerre d’Indochine qui s’est déroulée entre 1963 et 1975. Le retrait français établi par la conférence de Genève (26 avril-21 juillet 1954) devait garantir les bases d’un futur pays unifié. C’est sans compter les disparités idéologico-politiques des Vietnamiens qui se fracturent en deux groupes : avec d’un côté le Sud Vietnam, d’obédience occidentale capitaliste et d’un autre côté, le Front National de Libération du Viêt-Nam du sud (FNL) (aussi appelé péjorativement par ses adversaires Viêt-Cong (« communistes vietnamiens »)) soutenu par le Vietnam du Nord et le bloc communiste. Deux destroyers américains s’aventurent (le Maddox et le Turner Joy) dans les eaux territoriales du Nord Vietnam entre le 2 août et le 4 août 1964 et sont, d’après les services américains, victimes d’attaques. Cet épisode est le point de départ de l’escalade vers la guerre. Rapidement, les États-Unis lancent des raids aériens et acheminent des troupes dès l’année 1965. Les États-Unis sont bientôt rejoints par ses alliés australiens, néo-zélandais, philippins ou encore thaïlandais. 
En parallèle, on voit apparaître dès les années 1960 dans les pays occidentaux des associations « dont l’objectif prioritaire est de sauver des enfants victimes du sous-développement et de la guerre ». Le Suisse Edmond Kaiser (1914-2000) avec son association Terre des Hommes (créée 1960) en est un précurseur. Cela s’accompagne de nombreuses demandes d’adoptions ; mais le gouvernement sud-vietnamien essaie dès l’année 1968 de freiner cette recrudescence d’adoption car il ne veut pas voir leurs enfants partir sans savoir « ce qui leur adviendra ensuite », car cela porte « atteinte au prestige national ». Entre 1970 et 1974, 600 enfants arrivent en France dont 50 par l’intermédiaire de l'association Terre des Hommes. Cela a été possible grâce au concours des associations américaines « officiellement agréées par le gouvernement vietnamien » pour les adoptions (Holt International Children’s Services (Holt), Traveler’s Aid-International Social Services of America (TAISSA)). Le but étant de « sauver la vie des enfants, et les arracher aux griffes du communisme ».
Dès le début de l’année 1975, les armées nord-vietnamiennes sont en passe de gagner la guerre. En mars 1975, de nombreuses associations pressent le gouvernement américain de faire évacuer les enfants du sud-Vietnam pris en charge dans leurs établissements. C’est en avril de la même année que l’opération Babylift est déclenchée.

## L’opérationBabylift
L’opération Babylift est officiellement déclenchée le 3 avril 1975 par le président américain G. Ford. Le but est d’évacuer « les enfants métis nés de pères GI et les orphelins de guerre qui sont en cours d’adoption par des familles américaines ». Pour mener à bien cette action, 2 millions de dollars sont alloués par le gouvernement. De plus, l’armée américaine, les ONG ou encore des compagnies aériennes mobilisent des avions. En parallèle, les associations d’adoption françaises qui travaillent au Vietnam demandent au gouvernement français à pouvoir bénéficier de cette opération. Très rapidement (4 avril), un avion de l’US Air Force est affrété (Galaxy C-5) mais juste après le décollage, il est contraint de faire demi-tour avant de s’écraser près de l’aéroport de Saïgon. Bien que les chiffres ne soient pas certains ; sur les 310-330 passagers, 150 perdent la vie dont la plupart sont des enfants. L’opération Babylift commence par un échec cruel et cela crée un certain malaise notamment auprès du gouvernement de Saïgon. L’opération ne s’arrête pas avec cette tragédie et d’autres avions partent avec à leur bord de nombreux enfants. Par exemple, entre le 5 et le 10 avril, 99 enfants destinés à la France sont envoyés préalablement aux États-Unis. La radio d’Hanoï quant à elle fustige ce « trafic d’enfants ».
Les familles vietnamiennes, meurtries par la guerre, voient en l’opération un bon moyen de sauver leur(s) enfant(s). Par exemple, des mères vont raser la tête de leur fils afin qu'ils soient considérés comme des orphelins et puissent être embarqués.
Au fur et à mesure de l’avancée nord-vietnamienne, les embarquements sont de plus en plus difficiles. Le 30 avril 1975, le Sud-Vietnam capitule sans condition par le général Duong Van Minh ; l’opération est terminée.

## Réception
La mémoire de l'opération Babylift est plurielle. Certains la voient comme un moyen de donner bonne conscience aux Américains ou encore comme la manifestation de son impérialisme. L’opération est assimilée à un « kidnapping massif » qui ne pose pas la question de l’intégration de ces enfants dans un pays, une culture étrangère. D'autres y voient au contraire une opération inachevée. Ce sont les familles adoptantes concernées par cette opération qui ont un avis plus positif. Ils commémorent ce sauvetage ainsi que les pilotes qui sont vus comme des « héros ». Cette « communauté babylift » considère l'opération comme un bienfait et entretient le souvenir de cette opération[réf. souhaitée].
En France la réception est moindre et cela s’explique par le fait que c’est une opération américaine et que celle-ci a fait l’objet d’une faible couverture médiatique de la part de la France.